# Torfbær
Un torfbær (littéralement, « maison de gazon ») est une maison traditionnelle islandaise. Les torfbæir ont été développées par les premiers colons de l'île au IXe siècle à partir de la maison longue scandinave et sont restées les maisons traditionnelles du pays jusqu'au XIXe siècle.
Leur nom provient du fait que le principal matériau est la terre couverte de gazon. Le toit est également en terre couvert de gazon. Les bases des murs peuvent être renforcés de pierres et la charpente en bois.